# Okres Vecsés
Okres Vecsés (maďarsky Vecsési járás) je jedním z osmnácti okresů maďarské župy Pest. Jeho centrem je město Vecsés.

## Sídla
V okrese se nachází 3 města a 1 městys.
Města
- Maglód
- Üllő
- Vecsés

Městyse
- Ecser